# Benny Hill
Benny Hill, właśc. Alfred Hawthorne Hill (ur. 21 stycznia 1924 w Southampton, zm. 20 kwietnia 1992 w Teddington) – brytyjski aktor komediowy.

## Kariera
Po skończeniu szkoły Benny Hill pracował w różnych zawodach, m.in. w zawodzie mleczarza, operatora mostów czy dobosza, zanim został asystentem inspicjenta. Przez wzgląd na swoją pracę zmienił imię na Benny, jako wyraz hołdu dla swego ulubionego komika Jacka Benny’ego. Pod koniec II wojny światowej i w okresie początków telewizji pracował jako aktor radiowy (lektor w słuchowiskach). Po raz pierwszy w telewizji pojawił się w 1949 w programie „Hi there” („Cześć!”). Kontynuował swoją dotychczasową pracę, jednak było to raczej sporadyczne, aż w końcu wystartował z autorskim projektem „The Benny Hill Show” w telewizji BBC w 1955.
Wystąpił w niezliczonej liczbie krótkich skeczy (wraz z Henrym McGee, Bobem Toddem, Jackiem Wrightem („Little Jackie”), Jenny Lee-Wright, Sue Upton, Louise English, J.J. Keefem i innymi), odgrywając rolę pożądliwego, lubieżnego, nigdy do końca nie osiągającego zamierzonego celu osobnika, który mimo tego był uroczym protagonistą. Był wszechstronny i ukazywał się w wielu przebraniach. Slapstickowy humor i dwuznaczności były jego znakiem rozpoznawczym. Jego skecze były krytykowane przez niektórych za seksizm. Benny odpierał ataki, twierdząc, że postacie kobiece w skeczach były zazwyczaj inteligentne i posiadały własną godność, podczas gdy goniący je mężczyźni byli jedynie błaznami. Stosował w swoich filmach przyspieszanie zwane także „undercranking”, oraz gagi wizualne celem stworzenia „żywej animacji”. Również używał technik takich jak parodia czy pantomima. Był również kompozytorem oraz wokalistą tzw. „patter songs”. Jego program oglądała publiczność w ponad 100 krajach. Piosenka z czołówki „The Benny Hill Show” (Yakety Sax), napisana przez Jamesa Richa i Bootsa Randolpha, zdobyła status kultowej.
W 1969 show Benny’ego Hilla przeniósł się do ITV, gdzie emitowano go aż do odwołania, z nieregularnym harmonogramem jednogodzinnych wydań specjalnych. Po raz pierwszy w USA show został wyemitowany w styczniu 1979 i był wyświetlany wraz z serią reedytowanych półgodzinnych programów, zaczerpniętych z odcinków specjalnych ITV. Amerykańska wersja „The Benny Hill Show” posiadała znacznie mniej „pikantnej” treści, niż ta z Wysp Brytyjskich. Widowisko zostało nagrodzone „Specjalną nagrodą miasta Montreux” na festiwalu „Rose d’Or” w 1984.
W 1989 Thames Television zrezygnowała z Benny’ego, powołując się na spadek w oglądalności. Niektórzy uzasadniali to tym, że show stał się ofiarą poprawności politycznej, inni natomiast sądzili, że styl komedii był po prostu zbyt staroświecki. Powodem, na który również się powoływano, było charakterystyczne, pożądliwe gapienie się postaci granej przez Hilla na atrakcyjne kobiety – uważano, że im był starszy, tym mniej czarująco to wyglądało. Później Benny Hill nagrał już tylko kilka epizodów dla amerykańskiej telewizji.

## Śmierć
Stan zdrowotny Hilla zaczął się pogarszać na początku lat 90. Ważąc 108 kg przy wzroście 1,79 m, cierpiał na problemy z sercem, powiązane z nadwagą. 11 lutego 1992 lekarze oznajmili, że musi stracić na wadze 13 kg i sugerowali by-pass. Stan jego zdrowia wciąż się pogarszał, po tygodniu zdiagnozowano niewydolność nerek.
Zmarł w wieku 68 lat (lub 67 – niektóre źródła mówią o 1925 jako roku jego urodzenia) około 20 kwietnia, będąc sam w swoim mieszkaniu. 22 kwietnia, po licznych nieodebranych telefonach, producent programu Dennis Kirkland wszedł po drabinie na balkon Hilla na 3. piętrze, gdzie przez okno zauważył ciało. Wezwana przez sąsiadów policja weszła do mieszkania Hilla, znajdując go martwego, siedzącego na fotelu przed telewizorem. Uważa się, że powodem śmierci był zawał serca.
Hill zostawił majątek, oszacowany w testamencie na 10 milionów funtów, swoim zmarłym rodzicom. Następnymi w kolejce byli jego brat i siostra, Leonard i Diana, z którymi nie był mocno związany i którzy też już wtedy nie żyli. Pieniądze (7,5 mln funtów) podzielone zostały między 7 siostrzeńców i bratanic. W pozostawionych przez niego dokumentach odnaleziono liścik przypisujący wielkie sumy pieniędzy jego bliskim przyjaciołom: Sue Upton, Louise English, Henry’emu McGee, Bobowi Toddowi i Dennisowi Kirklandowi, lecz ów list nie miał mocy prawnej i dlatego osoby te nie dostały pieniędzy.
Benny Hill został pochowany w pobliżu miejsca swych urodzin, tj. w Southampton. Wkrótce potem, w następstwie pogłosek jakoby został pochowany z ogromną ilością złotej biżuterii, doszło do próby ograbienia jego zwłok przez złodziei.

## Życie prywatne

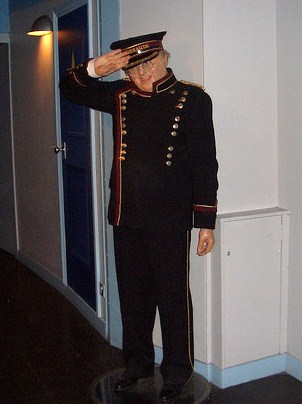
Benny Hill, figura że zbiorów Madame Tussauds

Pracował kompulsywnie i miał jedynie kilku przyjaciół. Nie przywiązywał wagi do dóbr materialnych, mieszkał w wynajętych mieszkaniach, nie miał nigdy własnego samochodu. Często podróżował po Europie (głównie po Francji), podczas wyjazdów szukał także inspiracji do swojej twórczości. Mówił po francusku, niemiecku, hiszpańsku, niderlandzku i włosku.

## Wydania i emisje telewizyjne
„The Benny Hill Show” (1969–1989) jest do dziś dostępny na kasetach video w USA. Opublikowana wersja składa się ze 111 półgodzinnych odcinków, zmontowanych z oryginalnych godzinnych odcinków specjalnych, wyprodukowanych przez Thames Television i pokazywanych w programie trzecim brytyjskiej ITV trzy, cztery razy do roku. Pojawiają się tam również wersje półgodzinne, lecz ich treść czasem odbiega od wersji amerykańskiej. W Polsce był emitowany najpierw w TVP2, później w Polsacie (w latach 1996–2004).
„The Benny Hill Show” jest aktualnie emitowany w godzinnych porcjach (niekompatybilnych z oryginalnym, godzinnym formatem) w BBC America (Dish Network kanał 135). O wiele mniej archiwalnego materiału emituje się w Anglii, choć w 2005 odcinki specjalne Thames zaczęły pojawiać się w zestawach, jako pełne wersje zgodne z regionem 2 DVD. Każdy z nich reprezentuje jeden rok i nosi nazwę „The Benny Hill Annual”. W 2004 roku, tym samym, w którym zaczęto emitować odcinki show Benny’ego Hilla w BBC America, odcinki specjalne Thames zaczęły pojawiać się w zestawach jako pełne wersje zgodne z regionem 2 DVD dla USA, za sprawą A&E Home Video, zatytułowane jako Benny Hill: Complete and Unadulterated. Pierwsze trzy zestawy zatytułowane są „The Naughty Early Years”. W przeciwieństwie do zestawu brytyjskiego każdy z nich przedstawia 3 lata emisji odcinków dokładnie w takim porządku, w jakim były emitowane. Pierwszy komplet zawiera odcinki z lat od 1969–1971 (z trzema czarno-białymi odcinkami nigdy nie pokazywanymi w USA), drugi pokazuje odcinki z lat 1972–1974, a trzeci z lat 1975–1977.
Nagrania audio zawierają m.in. odcinki „Gather In The Mushrooms” (1961), „Transistor Radio” (1961), „Harvest of Love” (1963), „Ernie (The Fastest Milkman In The West)” (1971).
Wydano film złożony z krótkich klipów z Thames (1969–1974), nazwanym The Best of Benny Hill (1974).

## Filmografia
- 1953: The Christmas Service Show jako prezenter
- 1956: Who Done It? jako Hugo Dill
- 1957: Pantomania: Babes in the Wood jako grajek
- 1960: Light Up the Sky! jako Syd McGaffey
- 1964: A Midsummer Night’s Dream jako Bottom
- 1965: Ci wspaniali mężczyźni w swych latających maszynach (Those Magnificent Men in Their Flying Machines) jako dowódca straży pożarnej
- 1968: Nasz cudowny samochodzik (Chitty Chitty Bang Bang) jako wytwórca zabawek
- 1969: The Waiters jako kelner
- 1969: Włoska robota (The Italian Job) jako profesor Simon Peach